# 小説東京帝国大学
『小説東京帝国大学』（しょうせつとうきょうていこくだいがく）は、松本清張の歴史小説。明治後期を舞台に、哲学館事件、七博士事件、南北朝正閏問題の経緯を通じて、東京帝国大学の果たした役割を描く。『小説東京大学』のタイトルで『サンデー毎日』に連載され（1965年6月27日号 - 1966年10月23日号）、1969年12月に新潮社より刊行された。

## あらすじ
1902年（明治35年）10月、私立哲学館では卒業試験が行われたが、臨監として答案を閲覧していた文部省の視学官・隈本有尚は、最高点をつけられた答案を一瞥し、眼を光らせる。英人ムイアヘッドの学説から「動機が善なれば帝王の弑逆も可なり」を記述した答案の箇所について、隈本は担当講師の中島徳蔵に、批評を加えて学生に教えているかと訊き、中島は何の考えもなしに「教科書にあることは、生徒に理解できると認めた上で教えているので、別に講義に当っては、批評を加えていません」と視学官に答える。12月、「哲学館における倫理科教授が不都合なのはまぎれもない事実である。普通なら、このような教師を置いている哲学館の処分は、その閉鎖をも云い渡すべきところだが、今回は特に中等教員の認可取消しの程度でとどめる」として、文部省は、哲学館に認めていた中等教員無試験検定資格の特典を取り消した。
答案の主・工藤雄三だけでなく、他の卒業生が全部いっしょくたにして不合格にされ、処分が在学生の全生徒に及んでいるのは、不条理であり、哲学館というよりも、私学の撲滅を意図しているのではないかと察しをつけた中島は、各新聞に抗議の投稿を行った。すると諸新聞は「文部省十八番であるニセ忠君、ニセ愛国主義」と俄然、文部省の攻撃にかかり、慶応義塾と早稲田大学も「文部省をして要らざる世話焼きをなさしめるならば、ぜひとも廃止しなければならぬ」「ただ一個の俗吏の言葉によって決定した文部省は全く無能である」と学報で論じた。
端を発した当人の工藤雄三の下宿を、小山東助ら帝国大学の学生3人が訪れた。彼らは、文部省の態度が前から用意されたものであり、問題の背後に、哲学館学長・井上円了と東京帝国大学分科大学長・井上哲次郎の学説上の対立に加え、政府内部での勢力争いが絡んでおり、帝国大学は国家の幹材たる官吏を養成する学校たることを求める山縣有朋が根本にあるなどと論じ、学術の為と国家の為とであれば、国家のことを学術よりも重んじなければならない、帝国大学の性格への不満に突き当っているように工藤には聞こえた。
同郷の米村忠三から、これはひとり文部省の事件ではなく、宮内省が一大衝撃をうけていると聞いた工藤は、事件の裏の筋道が何となく分ってきたような気がした。米村は、政府高官と繋がりを持ち「穏田の予言者」と称される、飯野吉三郎の屋敷に出入りしていたが、浅草の牛鍋専門店「米久」で鍋をつついたのち、ひょんなことから工藤は、ふしぎな山高帽の男・奥宮健之と出会う。自由民権運動に身を投じて何度も監獄に入っていた奥宮の話は、九州出身の工藤にとって新しい世界であった。
哲学館事件のほとぼりが冷めると、文部省は改めて全卒業生に中等教員免許状を与えた。だが、工藤は教師になる情熱を失っていた。七博士事件、南北朝正閏問題、大逆事件を経て、はるかに経過した1925年、工藤は九州から哲学館事件当時の心境を手紙に綴る。

## 主な登場人物
- 歴史的人物の実際に関してはリンク先を参照。

工藤雄三
哲学館の学生。福岡県朝倉郡の貧農の生まれで、修猷館では同中学始まって以来の秀才であった。
奥宮健之
吉原大門の近くで工藤が出会った山高帽の男。先醒亭覚明と名乗る講釈師。小石川水道端に住む。
飯野吉三郎
宇宙を総括するところの天照大神から神霊を受け、政局のことも世界がどうなるかも分っていると称し、穏田の予言者・穏田の行者と呼ばれる。
中島徳蔵
私立哲学館の講師。本郷西片町に住む。
隈本有尚
文部省の視学官。福岡の修猷館の元校長。
米村忠三
飯野吉三郎の書生。工藤雄三と同郷で3つ年上。中学校中退。
小山東助
当時東京帝国大学の文科3年生。
お沢
奥宮健之の妻。芸者。
下田歌子
女子教育家で華族女学校の学監。飯野と同郷の出身で屋敷に出入りする。
戸水寛人
東京帝国大学教授。日露戦争強硬派として七博士意見書を桂太郎首相に提出する。
山川健次郎
東京帝国大学総長。哲学館事件時の教科書検定委員長。初音町に住む。
喜田貞吉
文部省で国定教科書の編纂に従事し、小学校の地理と歴史の二科の執筆を担当。
藤沢元造
大阪府選出の代議士。南北朝併立論の教科書に憤激し、議会での質問演説を試みる。

## エピソード
- 本作連載中に発表されたエッセイ「随想机辺の珈琲」において、著者は以下のように記している。「この小説がはじまったころ、東京大学を批判するために書くのか、という質問をよく受けた。しかし、私はそういう意図で書くつもりはない。むしろ、官学の頂上、東京帝国大学を通じて、明治末期からの日本の歩みを捉えたいのが目的である」[1]。
- 本作連載終了の3年後、単行本化時に加えられた「あとがき」において、著者は以下のように記している。「勝手な書き方をしてきた小説である。「国家ノ須要ナル」人材を養成する目的の東京帝国大学の性格を明治後半期から小説にしてみようと思い、とくに主人公はつくらなかったが、史的事実の叙述に、想像による描写の世界が圧迫された」「帝国大学は当初の溌剌性を失い、次第に蒼古たる殿堂と化してゆく。その過程を書くに「小説」の描写形式では困難である。もし、それを試みようとすれば厖大な量になってしまう。すなわち勝手な書き方をせざるを得なかった理由である」「奥宮健之には人間的な興味をもっている」「ひとつは、彼の複雑な性格が災いしている。一部でいわれるように彼がスパイでなかった、とは全く云い切れないのである。とにかくあまりに人間的な男である」。
- 本作の速記を務めた福岡隆は、「『小説東京大学』は、松本さんが前から書きたいと思っていたもので、それだけにこの作品に対する熱の入れかたもすさまじかった。東大学長だった南原繁氏にも会って話を聞くなど、取材活動も万全を期した」が、「ややもすれば史実に囚われて、そこから脱け出すことが容易にできなかった。編集部からは硬すぎるという声があがるし、狂言まわしの人物を登場させて面白くしようとしても、この小説の場合には実在の人物が重くのしかかってくるので、仮空の人物がいたずらにカラ回りをしてしまう」「『小説・東京大学』は、題名への興味もあって、そのスタートは華々しいものであったが、硬い、まだ硬い、という読者の声を伝える編集部の注文から、松本さんもしまいには持て余し気味になり、「もう、こうなったら、いちいち読者の顔色ばかり窺ってはいられない。自分が書きたいことを思う存分書くだけだ。それでイヤ気がさして編集部がやめるなら、やめてもいい。こっちとしては他誌を利用しても続篇を書きつづけるつもりだ」と洩らすようになった」と述べている[2]。
- 社会学者の加藤秀俊は、本作について「通常の意味での「文学作品」とみとめることにはいささか無理がある。だが、ここに読みとることができるのは、日本の「学歴」社会の原点ともいうべき「官学」、とりわけ旧制の「帝国大学」の実態を史実を正確にたどりながらその後の日本の学界と官僚社会の構造をあきらかにしよう、という松本の執念であったのではないか。印刷技術者として朝日新聞の下積み生活を送っていた松本がおなじ職場でみていたエリート社員への怨念が、帝国大学の歴史をこれだけ克明に調査させた原動力になっていた、ともみることができる」と述べている[3]。
- 教育学者の衛藤吉則は、哲学館事件について本作で描かれる、文部省による私学排斥や、窮地に立たされた文部省が逆に攻撃の矛先を哲学館に向けたこと、ムイアヘッドの倫理学の批判、井上円了と井上哲次郎の対立については、清張が当時の一般的な事件理解を新聞、雑誌記事によって構築していっていると論じ、その引用記事の典拠は、事件をめぐる当時の新聞・雑誌記事を総集した清水清明編『哲学館事件と倫理問題』からであると推理している。本作における清張独自の視点としては「山縣有朋が国内の与論を国権主義に統率しようとする意図から、飯野を使って文部官僚を躍らせ、哲学館に一悶着起こさせ、国論を国権絶対主義に運んだ」という筋書きに運んだことであり、哲学館事件への山縣と飯野との関連を推測することは「けっして非現実的とはいえない」と評する一方、隈本が加藤三雄（工藤雄三のモデル）の後見人であったとの説は、実際には成立の余地がなく、清張のフィクションであることは確実と述べている。本作の意義について衛藤は「（哲学館事件に関して）いまだ明確には解明されておらず、そればかりか、その隠された闇の解読はつねに研究者の間ではこの『小説東京帝国大学』へと振れてきた感がある」、清張の企ては完全に成功しているとはいえないものの「実証性を基底としつつ大いなるファンタジーでメスを入れていった清張の学問的態度は高く評価されるべき」と評している[4][5]。